# Katja Holanti
Katja Holanti, née le 5 avril 1974 à Vehkalahti, est une biathlète finlandaise.

## Biographie
Holanti découvre la Coupe du monde en 1993 et les Jeux olympiques en 1994.
Aux Championnats du monde 1998, elle remporte la médaille de bronze de la course par équipes avec Tiina Mikkola, Mari Lampinen et Sanna-Leena Perunka. Aux Championnats du monde 1999, elle est septième de la poursuite, enregistrant son meilleur résultat individuel en grand championnat.
Elle réalise sa meilleure saison en 2001-2002, qui est aussi sa dernière, remportant une manche de sprint à Osrblie, où elle monte sur le podium aussi sur l'individuel.
Aux Jeux olympiques de Salt Lake City, elle est notamment treizième de l'individuel.

## Palmarès

### Jeux olympiques d'hiver
| Épreuve / Édition      | Individuel | Sprint | Poursuite                        | Départ en masse                  | Relais |
| ---------------------- | ---------- | ------ | -------------------------------- | -------------------------------- | ------ |
| JO 1994 Lillehammer    | 56e        | —      | Épreuve inexistante à cette date | Épreuve inexistante à cette date | 10e    |
| JO 1998 Nagano         | 45e        | 46e    | Épreuve inexistante à cette date | Épreuve inexistante à cette date | —      |
| JO 2002 Salt Lake City | 13e        | 52e    | 46e                              | Épreuve inexistante à cette date | 12e    |

Légende :
- : épreuve inexistante lors de cette édition.

### Championnats du monde
| Épreuve / Édition                 | individuel                       | Sprint                           | Poursuite                        | Départ en masse                  | Relais                           | Course par équipes               |
| Mondiaux 1995 Antholz Anterselva  | 38e                              | 36e                              | Épreuve inexistante à cette date | Épreuve inexistante à cette date | 9e                               | 12e                              |
| Mondiaux 1996 Ruhpolding          | 12e                              | 46e                              | Épreuve inexistante à cette date | Épreuve inexistante à cette date | -                                | 8e                               |
| Mondiaux 1997 Osrblie             | 46e                              | 20e                              | 22e                              | Épreuve inexistante à cette date | 10e                              | 6e                               |
| Mondiaux 1998 Pokljuka Hochfilzen | Épreuve inexistante à cette date | Épreuve inexistante à cette date | 29e                              | Épreuve inexistante à cette date | Épreuve inexistante à cette date | Médaille de bronze, monde        |
| Mondiaux 1999 Kontiolahti Oslo    | 36e                              | 15e                              | 7e                               | 15e                              | 6e                               | Épreuve inexistante à cette date |
| Mondiaux 2000 Oslo Lahti          | 27e                              | 35e                              | 35e                              | -                                | 7e                               | Épreuve inexistante à cette date |
| Mondiaux 2001 Pokljuka            | 50e                              | 57e                              | LAP                              | -                                | 12e                              | Épreuve inexistante à cette date |

Légende :

 : troisième place, médaille de bronze

 : épreuve inexistante à cette date

— : pas de participation à cette épreuve

### Coupe du monde
- Meilleur classement général : 20e en 2002.
- 2 podiums en épreuve individuelle : 1 victoire et 1 troisième place.
- 1 podium en relais : 1 troisième place.

#### Détail de la victoire
| Édition / Épreuve | Sprint         |
| 2002              | Brezno-Osrblie |